# «Взгляд» — битлы перестройки
«„Взгляд“ — битлы перестройки» — книга Евгения Додолева о программе «Взгляд», «в которой подробно анализируется феномен самого успешного российского телепроекта». Слоган «Они играли на кремлёвских нервах». Это рассказы «про ведущих „Взгляда“, нашпигованные телебайками и развенчивающие некоторые мифы о телепрограмме».

## О книге
Предисловие написал Михаил Леонтьев, который лаконично изложил концепцию:
Эта книга — собрание свидетельских показаний, по сути, перекрёстных допросов, препарированных автором. Это не только про «Взгляд» и взглядовцев. Это книга о журналистике. Через историю легендарного «Взгляда» и взгляд самих участников на эту историю.
Рецензенты подчеркивали: «„архив по теме“ собирался долго: беседы со „взглядовцами“ Женя Додолев записывал и публиковал начиная с конца 80-х». В книге автор приводит свою версию убийства Влада Листьева.
Изначально планировался выход книги в издательстве «АСТ», но в результате интриг некоторых персонажей произведения издатель поменял планы, и первый тираж был напечатан издательством «Зебра-Е» в августе 2011 года. Выход был приурочен к началу 24-й Московской международной книжной выставки-ярмарки.
В интервью газете «Комсомольская правда», посвящённом второму переизданию книги, автор отметил, что название придумано с подачи Эдуарда Сагалаева. По словам журналиста, медиамагнат «упомянул об этом публично, в студии АСБ-4, где собрались телевизионщики для траурного эфира» после убийства Влада Листьева. «Книжное обозрение» согласилось, что «„Взгляд“ и The Beatles — действительно в чём-то очень схожи… и тех, и других было четверо, одних называли „ливерпульской четвёркой“, других — „взглядовской четвёркой“», и у телевизионщиков был свой Брайан Эпстайн.
«Комсомольская правда», называя автора «иконой перестроечной журналистики», писала, что «Додолев — и сам рок-звезда журналистики 90-х — заработал право выставлять оценки коллегам». Рецензентами отмечалось:
Додолев сравнивает знаменитых ведущих «Взгляда» с «Битлз». И это сравнение осмысленно. И даже провести параллели ведущих с музыкантами будет несложно. Кто-то… точно заметил: «Мир музыкой можно изменить только один раз. И это сделали „Битлз“». Так и «Взгляд» изменили телевидение и представление о журналистике.
К весне 2012 года при запросе в поисковых системах слова «битлы», первой строкой предлагалось название книги, о чём автор рассказал в своём блоге на сайте газеты «Московский комсомолец». Поздравляя с 75-летием одного из героев «Битлов перестройки» Анатолия Лысенко (в апреле 2012 года), телевизионщики наградили его этим титулом («вот они, как скажут позже, „Битлы перестройки“ — дух и сердце легендарной программы»). Газета «Правда», ошибочно приписавшая авторство книги Владу Листьеву (убитому за 16 лет до её выхода) писала (23.07.2012): «и он сам, и прочие „битлы“ называли Лысенко „папой“». При этом сам Евгений Додолев утверждает, что «пара фигурантов проявляли крайнюю обеспокоенность своим присутствием в книге». Ряд эпизодов и фотографий были купированы и позднее опубликованы в журналах.
В репортаже программы «Время» с книжной ярмарки автор рассказал почему он взялся за работу над книгой:
Мне… надоело читать про «Взгляд», что это передача разрушила СССР… история переписывается на глазах, и этот проект становится каким-то мифом, и мифом неадекватным.
В сюжете Архивная копия от 17 сентября 2016 на Wayback Machine о выставке-ярмарке Додолев утверждал, что хочет демифологизировать передачу «Взгляд».
Второе издание последовало спустя два месяца после первого — в ноябре 2011 года.

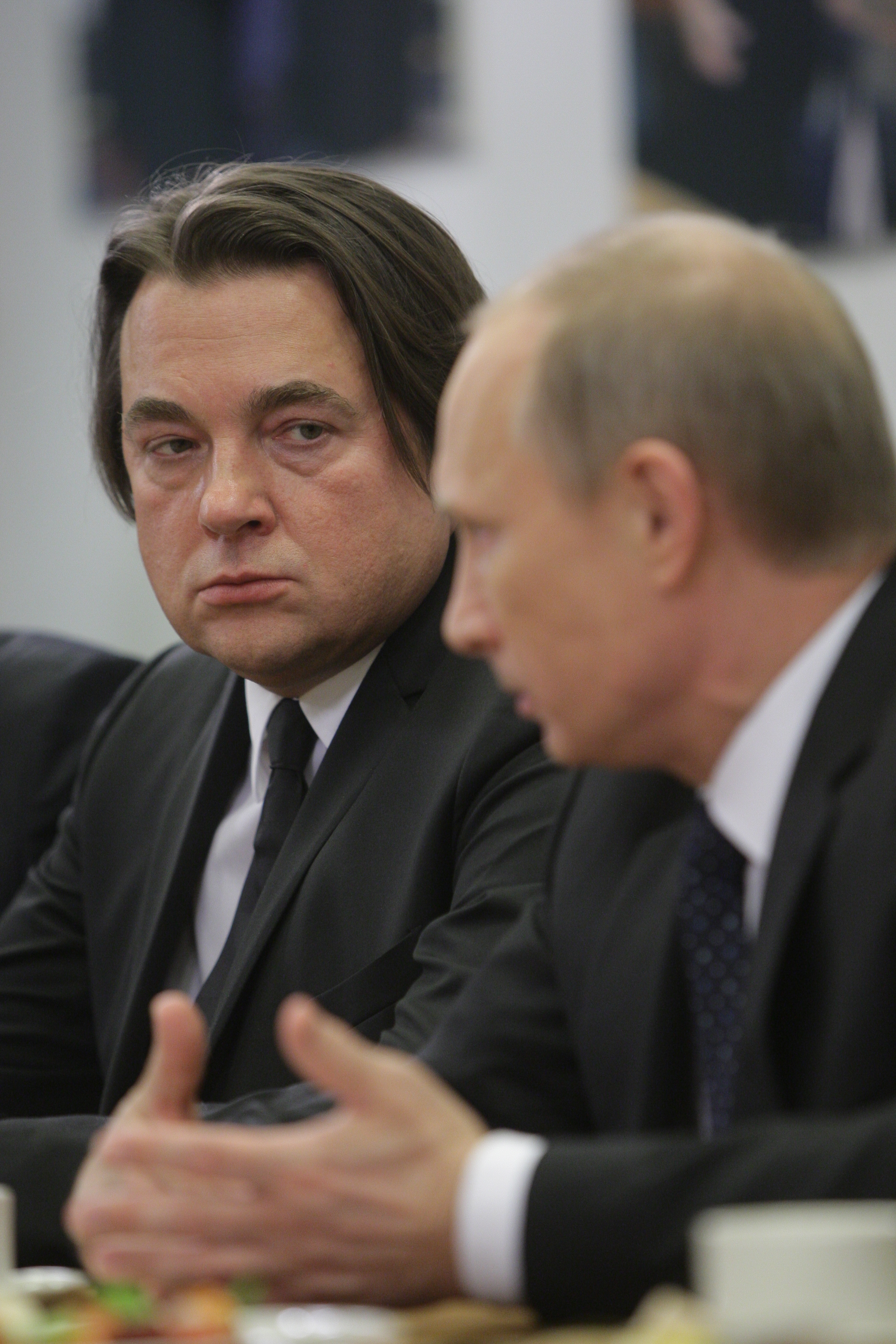
Константин Эрнст
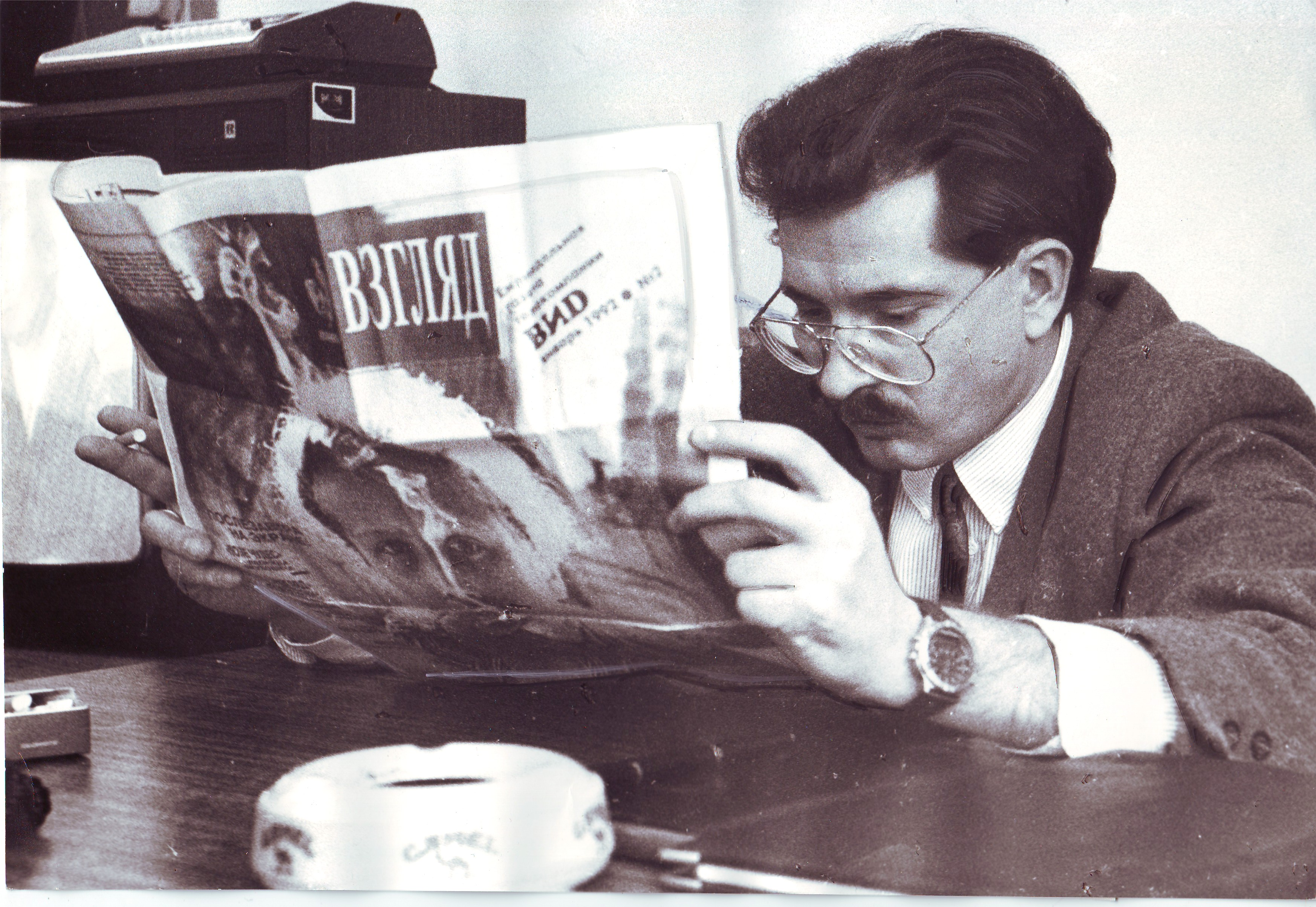
Влад Листьев
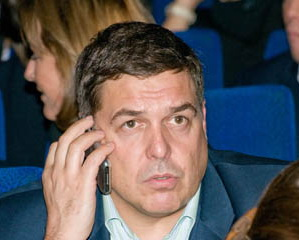
Александр Любимов
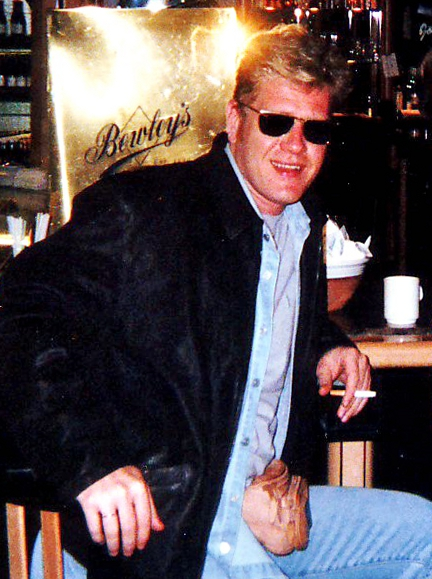
Иван Демидов

На презентации второго издания в Торговом Доме «Библио-Глобус» один из героев книги Владимир Мукусев упрекнул автора в том, что на обложке книги представлены не только ведущие «Взгляда», но и режиссёры проекта, после закрытия передачи возглавившие телеканалы — ТВ-6 (Иван Демидов) и ОРТ (Константин Эрнст). Мукусева в полемике поддержал и Александр Политковский, считающий, что этим персонажам «не место» на обложке мемуаров о программе. Рецензенты отмечали при этом, что «книга написана с нежностью» про «юных, талантливых, ярких, самоотверженных, обаятельных, что выросли, перестроились и удобно приспособились к миру, в котором место светлых мечтаний занято баблом, все погибли».
Олег Кашин в интервью «Комсомольской правде» (2020 года) подчеркнул:
Додолев, тоже некоторое время бывший одним из ведущих «Взгляда» назвал книгу «Битлы перестройки». Буквально ведущие «Взгляда» были аналогом «Битлз» — я здесь с ним абсолютно соглашусь

## Рецензии
В наше время развелось немало «исследователей», которые готовы писать о ком угодно, не имея при этом ни малейшего понятия о сути той деятельности, которой занимался объект их повествования. В отличие от них, Евгений Додолев лично знал Владислава Листьева, сотрудничал с программой «Взгляд», сам был инициатором множества успешных медийных проектов, общался с виднейшими деятелями горбачёвской и ельцинской эпохи. Так что в его компетентности и умении интересно изложить известные ему факты читатель может не сомневаться
В выпуске передачи «Рождённые в СССР», посвящённом выходу книги, ведущий Владимир Глазунов обратил Архивная копия от 19 сентября 2016 на Wayback Machine внимание зрителей, что Воеводин причисляет автора к «литературным экстремистам». Дмитрий Быков представлял автора как «без преувеличения легенду нашего цеха, одного из тех, кто создал современный облик российской прессы».
Антон Антонов-Овсеенко в своей рецензии акцентировал внимание на «точных, убийственных характеристиках Влада Листьева и других теле-кумиров».
Татьяна Москвина в газете «Аргументы недели» писала: 
Это довольно сумбурный, но увлекательный рассказ о самой популярной перестроечной телепередаче, в которой когда-то и сам автор участвовал лично. Неповторимое перестроечное телевидение делалось занятными людьми, и читать о них интересно. Славное героическое прошлое бросает на их — ныне потускневшие — лица красочные и горячие отсветы.
Александр Кондрашов в своей рецензии («Литературная газета») отметил:
Эта книга мне так понравилась, что захотелось написать о ней книгу. О том времени, которому она посвящена. Уже много написано, но ещё одну. Вдохновил автор. Первое, что вдохновляет: произведение Евгения Додолева пропитано любовью. К тем людям, которые друг друга не любили. Но каждый из которых был-есть достоин любви. И ненависти. И зависти, иногда и презрения. И скорби. Она прошита страстным желанием рассказать правду.
Отар Кушанашвили охарактеризовал книгу как «конфуциански-магометанский конгломерат» и утверждает, что автор пишет о каждом из персонажей так, что «причиняет приливы крови к голове».
Игорь Воеводин в отклике на книгу подчеркнул:
От Додолева ждали скандала, а получили Рабле, впавшего в целомудрие.
В продолжение была выпущена книга «Влад Листьев. Пристрастный реквием», в рецензии на которою Андрей Добров отметил, что автор ушёл «от понятия каноничности», описывая героя повествования и отмечает:
Место этой книге на полке учебников по журналистике — как по фактуре, в ней собранной, как по осмыслению этой фактуры, так и по стилю. Евгений Додолев пишет, как говорится, «с яйцами» — из текста так и «прёт мужик». И поэтому автор часто принимает правила чисто мужской игры — описывая не столько людей, участвовавших в Перестройке ЦТ, сколько образы, которые они в тот момент создавали
Рецензенты констатировали: «здесь нет сведения счетов и попыток обозначить роль личности автора в истории» и «даны удивительно точные характеристики».
Кирилл Разлогов утверждает:
Книга читается как занимательный роман, чем-то напоминая «Берлин, Александерплац» Альфреда Дёблина, рваный монтаж книг Джона Дос-Пассоса или отечественную экспериментальную литературу постоктябрьского времени. Этот своеобразный авангардизм является признаком, с одной стороны, авторской позиции, а с другой — нового мозаичного телевизионного контекста, в котором Евгений Додолев прожил значительную часть своей жизни. Эта технология ещё и показательна как своеобразное разбитое на осколки зеркало нашего времени.
«Литературная газета» писала, что «после прекрасных, пристрастных „Битлов перестройки“ это грустное исследование (расследование) должно было появиться. Не могло не появиться… „Низкие истины“ второй „битловской“ книги Евгения Додолева о жизни и смерти „Взгляда“ не низкие, а просто истины. Печальные, вечные».
При этом «Комсомольская правда» подчеркивала: что эта вещь — «никак не разоблачительные мемуары».
«Парламентская газета» охарактеризовала обе книги как «сенсационные».

### Критика
- «Частный Корреспондент» обратил внимание, что Евгений Додолев «откровенно пишет об алкогольных пристрастиях своих коллег», но при этом не упоминает о кокаине[9].
- Кирилл Мартынов подчеркнул, что события в книге изложены сумбурно и что автор необъективен в отношении Ивана Демидова[38][39]:

Больше всего Додолева раздражают неподлинность, неискренность существования современных авторов, пишущих в ЖЖ и Твиттер. Этим формам досуга он противопоставляет высокую школу репортажа «Взгляда» и бескомпромиссную борьбу за эфир.
- Блогер отметил и неграмотную вёрстку, из-за которой не всегда понятно, где речь автора, а где цитаты из интервью персонажей книги.
- Владимир Марочкин в своей рецензии написал, что «Взгляд» — это «Ласковый май» перестройки, а не «Битлз»[40], его приговор: «четверка „взглядовских“ ведущих в нашей стране была популярнее, чем даже The Beatles, но „битловские“ песни по-прежнему знают, а вот о чём говорили в программе „Взгляд“, теперь уже мало кто помнит»[13].
- Владимир Мукусев говорил, что многие детали у автора «не верны — наверное, потому, что Женя не работал во „Взгляде“ с самого начала»[41].